# Lucy Reed
Lucy Reed (14 janvier 1921 - 1er juillet 1998) était une chanteuse de jazz américaine, active sur la scène jazz de Chicago dans les années 1950. Elle est née à Marshfield, dans le Wisconsin, sous le nom de Lucille Dollinger. En 1955, elle se produit avec Bill Evans à New York, et Dick Marx et Johnny Frigo en 1957. Alors qu’elle était adolescente à la Humboldt High School de St. Paul, dans le Minnesota, elle a commencé à chanter sur la radio KSTP avec un groupe de quatre filles, gagnant 5 $ par semaine. Lucy a rencontré son premier mari, le batteur de jazz Joey DeRidder, alors qu’elle vivait à Iron Mountain, dans le Michigan, et elle s’est produite avec son groupe musical, le Joey DeRidder Orchestra. Ils se sont mariés en juin 1941 et ont eu un fils en juillet 1942, mais Joey a été tué au combat alors qu’il était copilote d’un B-17 au-dessus de Munich, en Allemagne, le 31 juillet 1944

## Discographie
- 1955 : The Singing Reed Fantasy Records F 3-212
- 1957 : This is Lucy Reed Fantasy Records F 3-243
- 1991 : Basic Reeding Audiophile